# Thomas R. Kaiser
Thomas Reeve Kaiser (* 2. Mai 1924 in Ivanhoe, Melbourne; † 2. Juli 1998) war ein australischer Physiker und Geophysiker.

## Leben
Kaiser stammte aus der Arbeiterklasse. Er erhielt seinen Bachelor-Abschluss 1943 und seinen Master-Abschluss (mit Bestnoten) 1946 an der Universität Melbourne. Schon 1944 wurde er Forscher für das CSIR, die australische staatliche Forschungsorganisation, im Bereich Radar. 1946 ging er an das Labor für Radiophysik in Sydney. Die Forschungen dort standen in Zusammenhang mit der Entwicklung einer Raketensteuerung und wurden gemeinsam mit den Briten durchgeführt. Er ging mit einem Stipendium an die University of Oxford, an der er 1949 in Kernphysik bei Lord Cherwell promoviert wurde (Experiments on the acceleration of charged particles). Er arbeitete am 16-MeV-Betatron und über das damals neue Konzept des Synchrotrons.
Schon in den 1940er Jahren waren seine kommunistischen Sympathien bekannt. Er war Mitglied der kommunistischen Partei und politisch aktiv. Schlagzeilen machte er als Teilnehmer einer kleinen Solidaritätsdemonstration von jungen Australiern in London gegen die Unterdrückung des Streiks der Kohlebergleute in Australien 1949. Damals machten im beginnenden Kalten Krieg erste Spionagefälle kommunistischer Sympathisanten im Atombombenprojekt (wie der Fall Allan Nunn May in Kanada) die Behörden misstrauisch. Die Folgen für Kaiser waren gravierend: Er wurde beim CSIR entlassen und versuchte vergeblich in den 1950er Jahren, in Australien akademisch Fuß zu fassen. Stattdessen verstärkte er dort seine politische Aktivität. Er ging nach England, wo er im Radioobservatorium von Joddrell Bank entlassen wurde, als er 1952 im Fall Rosenberg für die Verteidigung ein technisches Gutachten abgab. Dann erhielt er aber eine Vertretungsdozentur an der University of Reading. 1956 wurde er Senior Lecturer an der University of Sheffield. 1966 erhielt er den Lehrstuhl für Weltraumphysik (Space Physics) und 1987 wurde er emeritiert.
1956 trat er aus der Kommunistischen Partei aus in Folge der Unterdrückung des Ungarn-Aufstands, blieb aber weiter politisch aktiv (zum Beispiel gegen den Vietnamkrieg und  für Kernwaffenabrüstung) und Sozialist. Noch 1972 erhielt er aber kein Einreisevisum in die USA, wo er dem Start einer Rakete beiwohnen wollte, an der er mitgearbeitet hatte.
Er befasste sich mit Kernphysik, Physik von Meteoren und Radioastronomie. 1950 untersuchte er in Joddrell Bank (als ICI Fellow) Radarbeobachtung von Meteorschweifen und Hinweise, die man daraus über die obere Atmosphäre gewinnen konnte. Er entwickelte dann Experimente, um entsprechende Rückschlüsse aus der Impedanz von Radiosignalen von Raketen und Satelliten (die britischen Satelliten Ariel 3,4) zu erhalten.
Er war auch an der Entwicklung des britischen Antarktis-Programms beteiligt (Halley-Station) und dem britischen VLF-Programm und befasste sich mit Radiowellen-Messungen an magnetisierten Plasmen.
1994 erhielt er die Goldmedaille der Royal Astronomical Society.